# Caymantrast
Caymantrast (Turdus ravidus) är en utdöd fågel i familjen trastar inom ordningen tättingar. Fågeln förekom tidigare på Grand Cayman i Caymanöarna och rapporterades senast 1938. IUCN kategoriserar arten som utdöd.